# Àguila peixatera
L'àguila pescadora, àguila d'estany o àguila peixatera (Pandion haliaetus) és un rapinyaire que és l'única espècie del gènere Pandion i de la família dels pandiònids (Pandionidae), segons moltes classificacions.
La trobem distribuïda per tots els continents, excepte a l'Antàrtida; no obstant, a l'Amèrica del Sud l'hi trobem com a migradora no nidificant. El seu estat de conservació es considera de risc mínim.
Modernament alguns autors han separat una de les subespècies en una espècie diferent: Pandion cristatus. Tanmateix, el Congrés Ornitològic Internacional, en la seva llista mundial d'ocells (versió 12,2, 2022) aprovà la reagrupació del tàxon segmentat, donada la baixa divergència genètica i l'absència de fortes diferències morfològiques.

## Etimologia
Segons la mitologia grega, Pandíon és el nom de dos reis de la dinastia d'Erictoni, a Atenes, i fou el primer fill d'Erictoni i de Praxitea, una nàiada. Unit a Zeuxipe, la seva tia, va tenir dos fills, Erecteu i Butes, i dues filles, Procne i Filomela. Pandíon va donar al traci Tereu la seva filla Procne en matrimoni, després de rebre la seva ajuda en la guerra contra el tebà Làbdac. Però Tereu es va enamorar de la seva cunyada Filomela, la va violar i li va tallar la llengua. Procne, per castigar Tereu va matar el seu propi fill, Itis, i va fugir amb la seva germana. Tereu, en assabentar-se del crim, va perseguir les dues germanes. Elles van demanar ajuda als déus, que les van transformar en ocells: Procne, en rossinyol, i Filomela, en oreneta. Tereu va ser transformat en una puput.
Hi havia algunes variants d'aquesta llegenda. Una d'elles feia de Filomela la dona de Tereu i invertia el paper amb el de la seva germana. És la versió generalment adoptada pels poetes romans, que fan de Filomela un rossinyol, i de Procne, una oreneta. Aquesta variant sembla més coherent amb l'etimologia de Filomela, nom que evoca la idea de la música. El segon rei d'Atenes anomenat Pandíon es besnet de l'anterior. El seu pare era Cècrops II, i la seva mare, Metiadusa. Va ser el vuitè rei de l'Àtica i en el seu regnat se situa l'arribada d'Orestes. Pandíon va tenir quatre fills amb Pília: Egeu, Pal·lant, Nisos i Licos. Nisos de Mègara tingué una filla, Escil·la, que va trair el seu pare per l'amor de Minos. En aquesta llegenda, Nisos va ser transformat en àliga marina i posteriorment la seva filla, per voluntat del déus, en martinet blanc (ciris).

## Morfologia
- Té la part superior de color marró fosc i la inferior blanca amb taques fosques.
- Fa uns 51-58 cm.
- Té una envergadura d'entre 152 i 167 cm.
- Quan vola mostra les ales llargues i anguloses, que bat lentament.[8]

Els exemplars joves s'identifiquen per les taques marró clar del plomatge i, en general, per un to més pàl·lid. Els mascles adults es distingeixen de les femelles pel cos més prim i les ales més estretes. Són fàcils de distingir en veure una parella, però no tant amb individus solitaris.

## Alimentació
S'alimenta exclusivament de peixos, que captura —tant a les zones humides com a la mar— llançant-se en picat. Des del seu lloc de guaita es llença contra l'aigua quan els peixos, com ara les truites o els lluços, es troben prop de la superfície, tant al mar com als embassaments o als rius. Durant l'atac no arriba a cabussar-se del tot i s'ajuda amb unes escates que té als dits amb ungles llargues i corbes. Aquesta modificació, com la del bec ganxut i la del dit extern, que té una bona mobilitat per fer més pressió, li serveixen per subjectar millor les seues lliscadisses preses.

## Costums
Alguns individus són sedentaris i d'altres, estivals.

## Reproducció
Nia en els penya-segats i el volum de la posta és de 2-4 ous, normalment de 3. La femella pon de febrer a març, i els polls fan eclosió a mitjan març i resten dins el niu fins a la darreria de juny o començament de juliol.

## Distribució geogràfica
Als Països Catalans és un ocell que pot observar-se en migració tant primaveral com tardorenca, a la costa i a l'interior. Encara que antigament hi criava, avui només ho fa a Mallorca, Cabrera i en algunes localitats costaneres del continent.

## Classificació
L'àguila peixatera és un cas poc comú en el sentit que és una espècie dispersa per gairebé tot el món. Hi ha quatre subespècies conegudes en general, malgrat que ITIS només en reconeix dues.
- P. h. haliaetus (Linnaeus, 1758), d'Euràsia.
- P. h. carolinensis (Gmelin, 1788), de Nord-amèrica. És més grossa, més fosca i amb el pit més clar que la subespècie haliaetus.
- P. h. ridgwayi (Maynard, 1887), de les illes del Carib. Pit i cap molt pàl·lids en comparació a haliaetus, amb únicament una feble mascara al voltant dels ulls. No és migratòria.
- P. h. cristatus (Vieillot, 1816), de la costa i alguns grans rius d'Austràlia i Tasmània. És la subespècie més petita. No és migratòria. Considerada una espècie diferent per alguns autors com ara Christidis & Boles 2008.[10]

## Imatges

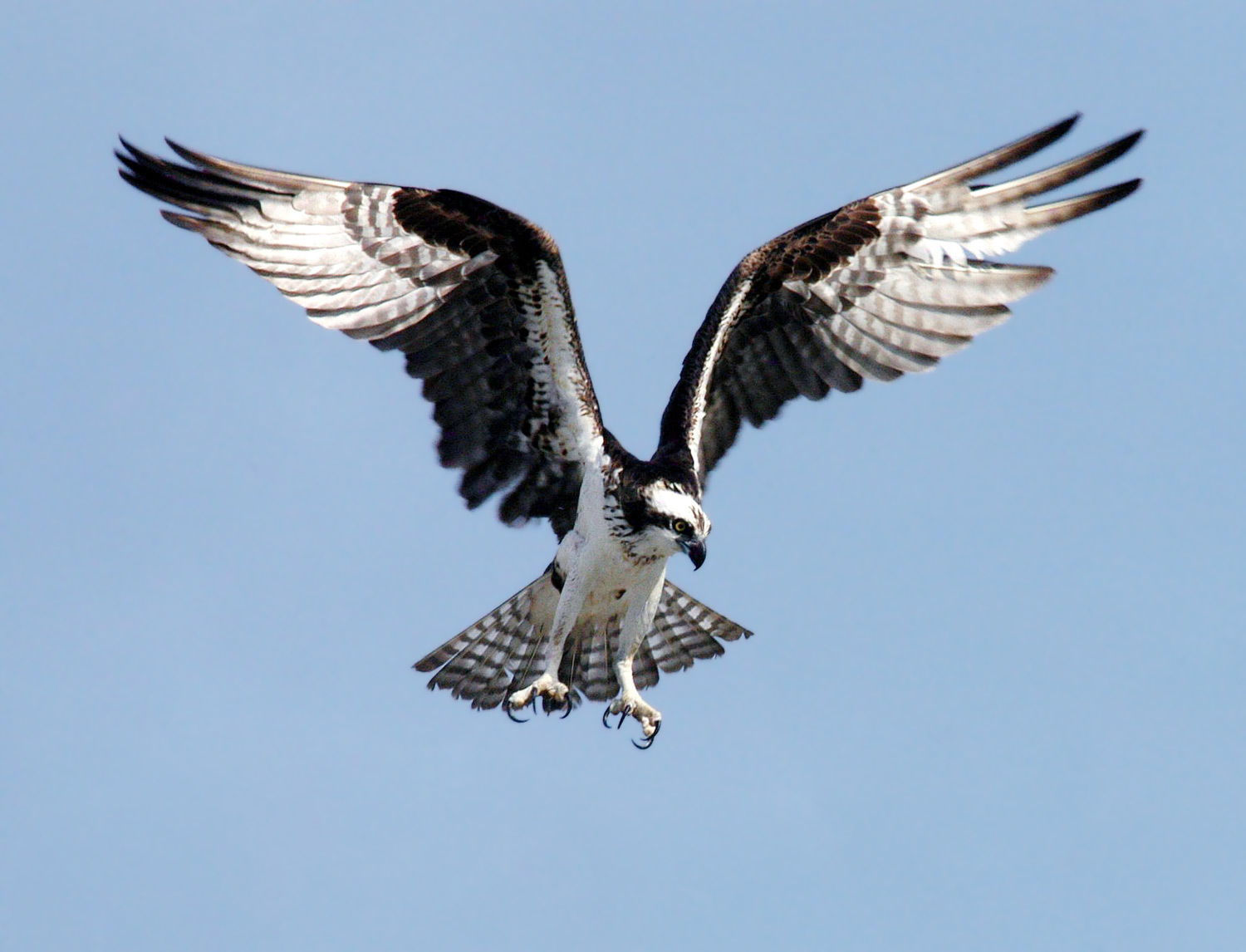
En ple vol.
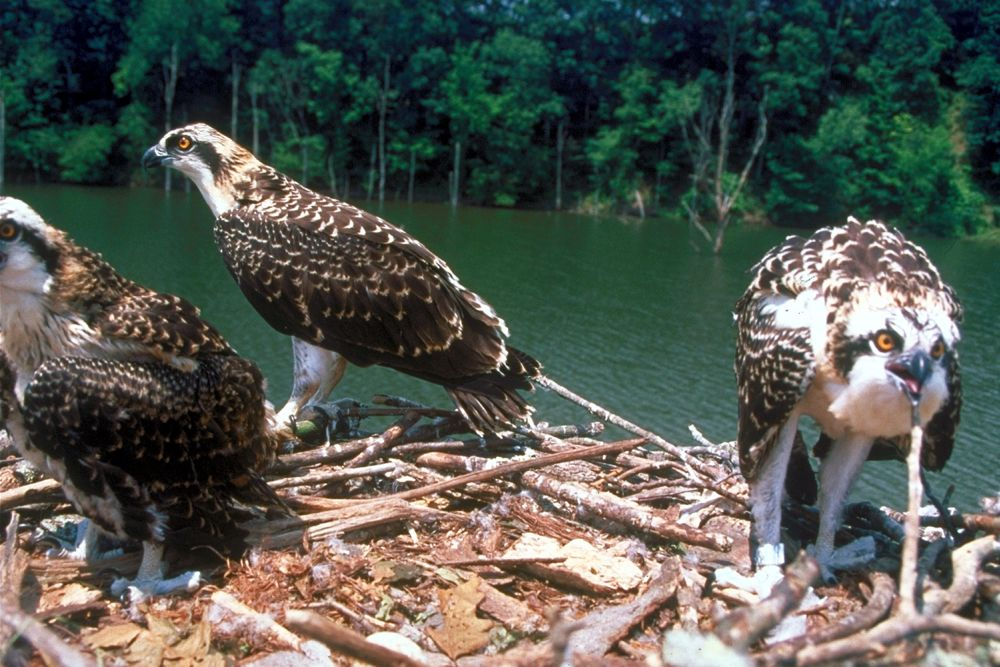
Nierada.
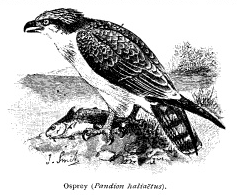
Il·lustració.
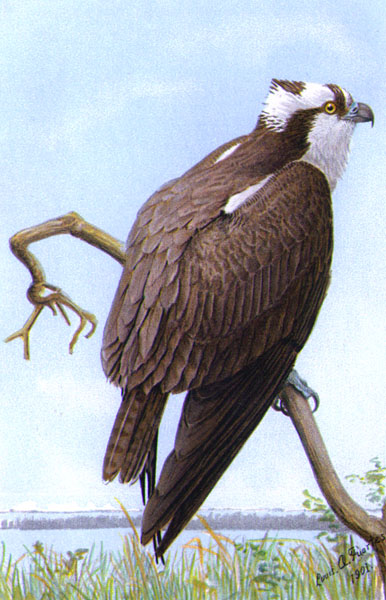
Una altra il·lustració.
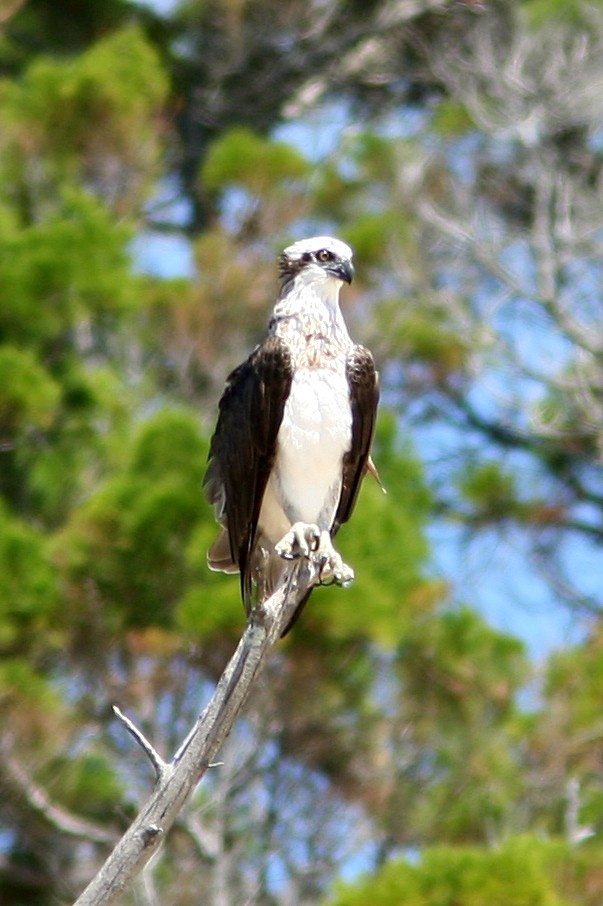
En repòs, a l'Illa de Fraser, a Austràlia.
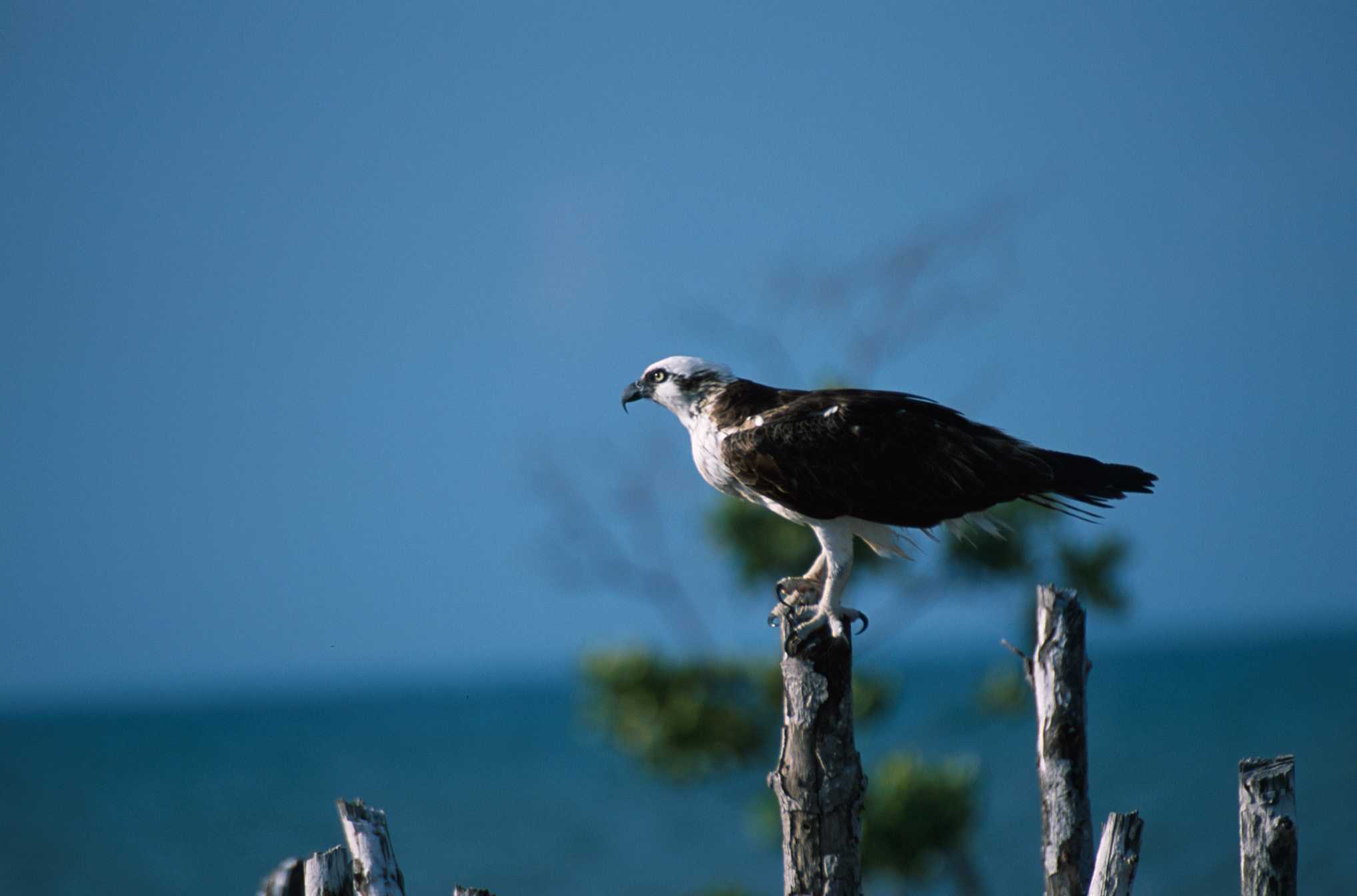
En repòs, fotografia presa a Belize.
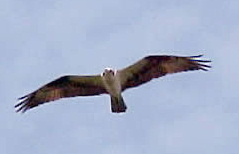
Volant.